# Asociační liga 1925
Tento článek pojednává o jednom ze soutěžních ročníků Československé fotbalové ligy. Sezona 1925 se hrála pod názvem Asociační liga 1925 a jednalo se o vůbec 1. oficiální ročník společné Československé fotbalové ligy. Soutěž byla odehrána nakonec jednokolově, neboť bylo v průběhu soutěže odsouhlaseno, že se přejde na "anglický systém" podzim-jaro. Soutěž vyhrál tým SK Slavia Praha, a zajistil si tak 2. mistrovský titul.
Asociační liga byla první profesionální fotbalovou soutěží v Československu. Zúčastnilo se jí 9 českých mužstev a německé DFC Prag. Byla odehrána jen jarní část.
Zajímavostí je, že ročník byl uzavřen, když ž probíhala 2. sezona asociační ligy (1925/26). Původně 1. ročník vyhrála Sparta, ale její utkání s Vršovicemi (7:1) bylo po vleklých jednáních anulováno kvůli terénu za hranicí regulérnosti. Nové střetnutí se odehrálo až 8. listopadu 1925, Sparta zvítězila pouze 3:2 a Slavia tak měla díky lepšímu brankovému poměru titul.

## Konečná tabulka Asociační ligy 1925
| Poř. | Tým                  | Z | V | R | P | VG | OG | B  |
| ---- | -------------------- | - | - | - | - | -- | -- | -- |
| 1.   | SK Slavia Praha      | 9 | 7 | 1 | 1 | 38 | 10 | 15 |
| 2.   | AC Sparta Praha      | 9 | 7 | 1 | 1 | 28 | 8  | 15 |
| 3.   | SK Viktoria Žižkov   | 9 | 4 | 3 | 2 | 21 | 16 | 11 |
| 4.   | DFC Prag             | 9 | 4 | 2 | 3 | 20 | 12 | 10 |
| 5.   | ČAFC Vinohrady       | 9 | 4 | 1 | 4 | 7  | 17 | 9  |
| 6.   | SK Čechie Karlín     | 9 | 2 | 4 | 3 | 13 | 19 | 8  |
| 7.   | SK Libeň             | 9 | 3 | 1 | 5 | 20 | 32 | 7  |
| 8.   | AFK Vršovice         | 9 | 3 | 0 | 6 | 19 | 28 | 6  |
| 9.   | Nuselský SK          | 9 | 2 | 1 | 6 | 16 | 30 | 5  |
| 10.  | SK Meteor Praha VIII | 9 | 1 | 2 | 6 | 14 | 24 | 4  |

Poznámky:
- Z = Odehrané zápasy; V = Vítězství; R = Remízy; P = Prohry; VG = Vstřelené góly; OG = Obdržené góly; B = Body

|  | Vítěz |

## Rekapitulace soutěže
| Československá fotbalová liga 1925    |                            |
|                                       |                            |
| Ocenění                               |                            |
| Vítěz                                 | SK Slavia Praha (2. titul) |
| Vítěz domácího poháru                 |                            |
| Středočeský pohár                     | AC Sparta Praha            |
| Pohyb v soutěži                       |                            |
| Postupující do I. ligy                | Slavoj Žižkov              |
|                                       | SK Čechie Praha VIII       |
| Nejlepší střelec                      |                            |
| Jan Vaník (SK Slavia Praha) – 13 gólů |                            |

## Zápasy

### SK Slavia Praha
Soupiska:
Josef Sloup-Štaplík (9/810/0/4) –
Josef Čapek (2/180/0),
František Dobiáš (3/270/1),
Emanuel Hliňák (9/810/1),
Josef Kratochvíl (9/810/4),
Josef Kuchař I (2/180/0),
Zdeněk Kummermann-Kumr (3/270/0),
Karel Nytl (1/90/0),
Josef Pleticha (9/810/0),
František Plodr (7/624/0),
Jindřich Protiva (7/630/0),
Emil Seifert (7/630/0),
Josef Silný (9/810/8),
Rudolf Sloup-Štapl (7/630/10),
Jindřich Šoltys (7/630/1),
Jan Vaník (8/720/13) –
trenér John William Madden
- 6. 6.1925 AC Sparta 0:2 (1. Šimonek, 32. Hajný)
- 16. 5.1925 Viktoria Žižkov 2:1 (62. Kratochvíl, 67. Sloup-Štapl – 85. Hojer)
- 22. 3.1925 DFC Prag 4:2 (24. Vaník, 35. Vaník, 70. Kratochvíl, 79. Silný – 9. Patek, 64. Bobor)
- 12. 4.1925 ČAFC Vinohrady 3:0 (23. Vaník, 35. Vaník, 60. Silný)
- 8. 4.1925 Čechie Karlín 2:2 (2. Vaník, 18. Vaník – 11. Horský, 60. Šulc)
- 1. 3.1925 SK Libeň 9:3 (10. Sloup-Štapl, 31. Sloup-Štapl, 44. Sloup-Štapl, 57. Vaník, 65. Kratochvíl, 67. Vaník, 70. Sloup-Štapl, 79. Silný, 86. Vaník – 12. Linhart, 27. Heřman, 28. Křížek)
- 13. 6.1925 AFK Vršovice 5:0 (9. Dobiáš, 43. Vaník, 55. Vaník, 80. Vaník, 87. Silný)
- 15. 3.1925 Nuselský SK 8:0 (18. Kratochvíl, 23. Hliňák, 48. Sloup-Štapl, 62. Silný, 72. Vaník, 74. Silný, 79. Silný, 83. Sloup-Štapl)
- 31. 5.1925 Meteor VIII 5:0 (10. Silný, 45. Sloup-Štapl, 70. Sloup-Štapl, 71. Šoltys, 77. Sloup-Štapl)

### AC Sparta Praha
Soupiska:
František Hochmann I (9/810/0/4) –
Jaroslav Červený I (8/720/1),
Jan Dvořáček (1/90/2),
Ferdinand Hajný (5/450/5),
Antonín Hojer I (6/537/1),
Josef Horejs (1/90/0),
Jaroslav Klouda (1/90/0),
František Kolenatý (7/630/0),
Josef Mika (2/180/0),
Oldřich Pečenka (1/90/1),
Antonín Perner (8/682/0),
Karel Pešek (8/720/0),
Jaroslav Poláček (6/540/8),
Rudolf Rektorys (8/720/1),
Josef Sedláček I (1/90/0),
Alfréd Schaffer (8/720/2),
Václav Staněk (1/90/0),
Karel Steiner (1/90/0),
Josef Šíma (5/450/6),
Jan Šíma-Šána (3/270/0),
Otto Šimonek (9/810/1) –
trenér Václav Špindler
- 9. 5.1925 Viktoria Žižkov 0:1 (20. Matuš)
- 11. 6.1925 DFC Prag 1:0 (25. Hajný)
- 25. 6.1925 ČAFC Vinohrady 1:0 (55. Poláček)
- 14. 6.1925 Čechie Karlín 4:1 (17. Poláček, 24. Poláček, 65. Šíma, 80. Šíma – 51. Vlček)
- 17. 5.1925 SK Libeň 7:2 (7. Poláček, 21. Červený, 49. Hajný, 53. Hajný, 71. Poláček, 83. Schaffer, 90. Hajný – 2. Heřman, 46. Staněk)
- 8. 11.1925 AFK Vršovice 3:2 (8. Dvořáček, 10. Hojer, 67. Dvořáček – 17. Knížek, 72. Hallinger)
- 20. 6.1925 Nuselský SK 8:0 (4. Šíma, 12. Poláček, 33. Šíma, 51. Poláček, 55. Poláček, 61. Šíma, 81. Schaffer, 83. Šíma)
- 27. 5.1925 Meteor VIII 2:2 (7. Rektorys, 58. Pečenka – 43. Schiessl, 75. Ryšavý)

### SK Viktoria Žižkov
Soupiska:
Václav Benda I (9/810/0/1) –
Jan Baier (1/45/0),
Antonín Carvan (9/810/3),
Václav Čepelák I (1/90/0),
Václav Havlík (2/180/0),
Bohumil Heim (1/90/0),
František Hojer (4/405/1),
Josef Jelínek I (8/765/3),
Vilém König (1/90/0),
Antonín Křišťál (6/540/3),
Jiří Mareš (9/810/3),
Ladislav Matuš (6/540/1),
Karel Meduna (3/270/2),
Otto Novák (5/450/2),
Karel Severin (3/270/3),
Václav Slezák (7/630/0),
František Stehlík (3/225/0),
Josef Stránský (1/90/0),
Josef Suchý (4/360/0),
Vojtěch Sýbal-Mikše (7/630/0),
Václav Vaník-Váňa (1/90/0),
Ladislav Ženíšek (8/707/0) –
trenér Josef Bělka
- 18. 4.1925 DFC Prag 1:1 (51. Křišťál – 50. Patek)
- 20. 6.1925 ČAFC Vinohrady 3:1 (40. Meduna, 45. Novák, 82. Novák – 80. M. Kašpar)
- 7. 6.1925 Čechie Karlín 2:2 (4. Mareš, 10. Křišťál – 28. Vlček, 83. Šulc)
- 22. 3.1925 (45 min) a 4. 4. 1925 (45 min) SK Libeň 4:4 (16. Carvan, 38. Mareš, 55. Carvan, 63. Jelínek – 12. Heřman, 24. Nehasil, 54. Heřman, 65. Nehasil)
- 28. 6.1925 AFK Vršovice 3:4 (61. Severin, 62. Jelínek, 67. Jelínek – 5. Bejbl, 41. Bejbl, 51. Hallinger, 79. Hallinger)
- 13. 6.1925 Nuselský SK 3:1 (20. Meduna, 44. Severin, 73. Severin – 55. Kocourek)
- 5. 4.1925 Meteor VIII 3:1 (55. Carvan, 69. Mareš, 89. Křišťál – 51. Škoda)

### DFC Prag
Soupiska:
Jozsef Korein (8/720/0/1),
Fritz Taussig (1/90/0/0) –
Koloman Bobor (6/540/2),
Leslie Calder (7/630/1),
Karel Feller (1/90/0),
Alexander Heidecker (2/180/1),
Karl Kannhäuser (3/270/0),
Otto Krompholz (6/540/2),
Josef Kuchynka (8/720/0),
Pavel Mahrer (8/720/1),
Jan Neugebauer-Tintík (3/270/0),
James Ottaway (9/810/0),
Adolf Patek (9/810/7),
Kurt Raudnitz (3/270/0),
Josef Rohan (1/90/0),
Samuel Schillinger (3/270/0),
Karel Steffl (6/540/0),
Ferenc Szedlacsek (6/540/5),
Karl Weigelhofer (9/810/1) –
trenér Robert Cimera
- 14. 6. 1925 ČAFC Vinohrady 0:1 (2. Klíma)
- 10. 5. 1925 Čechie Karlín 2:2 (83. Heidecker, 85. Krompholz – 46. J. Paulin, 55. Šulc)
- 7. 3. 1925 SK Libeň 4:1 (10. Patek, 22. Calder, 63. Szedlacsek, 69. Patek – 17. Křížek)
- 21. 6. 1925 AFK Vršovice 4:1 (27. Weigelhofer, 37. Patek, 67. Bobor, 78. Patek – 18. Hallinger)
- 17. 5. 1925 Nuselský SK 4:0 (10. Patek, 30. Szedlacsek, 52. Szedlacsek, 89. Szedlacsek)
- 1. 3. 1925 Meteor VIII 3:1 (29. Szedlacek, 38. Mahrer, 75. Krompholz – 62. Tengler)

### ČAFC Vinohrady
Soupiska:
Vojtěch Král (5/450/0/1),
Josef Příhoda (4/360/0/2) –
Václav Bára (1/90/0),
František Barták (7/630/0),
Stanislav Čermák (2/180/0),
Karel Čipera (9/810/0),
Antonín Horáček (1/90/0),
Miroslav Hubka (8/677/0),
Václav Karas (1/90/0),
Emil Kašpar (4/331/1),
Jaroslav Kašpar (9/810/0),
Jan Klíma (6/540/3),
Jaroslav Kubáček (1/90/0),
Antonín Nosek (9/766/0),
Václav Pechar (8/709/0),
Václav Pilát (5/450/1),
Jaroslav Růžička (9/810/0),
Josef Švejnoha (4/360/1),
Josef Tichý I (4/360/0),
Karel Tippl (1/90/0),
Petr Zelenka-Perry (1/90/0),
+ 1 vlastní Antonín Kašpar (Vršovice) –
trenér František Zoubek
- 1. 3. 1925 Čechie Karlín 0:0
- 10. 5. 1925 SK Libeň 1:0 (43. Pilát)
- 5. 4. 1925 AFK Vršovice 2:1 (35. Klíma, 43. Kašpar vl. – 88. Bejbl)
- 8. 3. 1925 Nuselský SK 0:8 (8. Jansa, 15. Jansa, 40. Jansa, 57. Jansa, 64. Kocourek, 73. Jansa, 76. Jansa, 83. Jansa)
- 19. 4. 1925 Meteor VIII 2:1 (22. Klíma, 63. Švejnoha – 45. Schiessl)

### SK Čechie Karlín
Soupiska:
František Homola I (9/810/0/1) –
Bedřich Bílek (3/270/0),
Josef Dvořák-Cikán (7/630/0),
Miloslav Horský (3/270/3),
Oldřich Jeník (1/90/0)
Jaroslav Karas (6/540/0),
Karel Kliment (2/180/0),
Karel Kučera (8/712/0),
Emil Paulin (8/720/0),
Jan Paulin (6/484/1),
Jiří Potoček (7/623/0),
Antonín Ptáček (5/450/0),
Karel Severin (5/450/0),
Jaroslav Schiessl (8/720/0),
Jan Štverák (3/270/0),
Jiří Šulc (6/540/3),
František Tomek (3/270/1),
Jaroslav Vlček I (9/810/5),
Josef Vučka (1/90/0) –
trenér …
- 28. 3. 1925 SK Libeň 0:1 (66. Křížek)
- 11. 3. 1925 AFK Vršovice 3:2 (2. Horský, 48. Vlček, 65. Horský – 6. Knížek, 21. Bejbl)
- 18. 6. 1925 Nuselský SK 2:1 (15. Tomek, 65. Vlček – 28. Březina)
- 24. 6. 1925 Meteor VIII 1:5 (7. Vlček – 13. Zeman, 37. Bartůněk, 40. Král, 47. Král, 52. Tošner)

### SK Libeň
Soupiska:
Ladislav Linhart I (3/270/0/1),
Antonín Pelcner (6/540/0/0) –
Ladislav Dvořák (1/45/0),
Václav Fára (9/799/0),
Vladislav Hájek (8/720/0),
Jaroslav Heřman (9/810/7),
Karel Kačírek (8/720/0),
Jaroslav Kopský (1/90/0),
Karel Kovařík (9/810/0),
Václav Kristen (2/180/1),
Václav Křížek (7/630/4),
Ladislav Linhart I (6/540/1),
Josef Maloun (9/798/0),
Josef Nehasil (5/450/3),
Václav Staněk (8/720/4),
Josef Turek-Žonek (9/765/0) –
trenér …
- 3. 5. 1925 AFK Vršovice 4:3 (13. Staněk, 14. Staněk, 55. Staněk, 63. Heřman – 25. Bejbl, 43. Hallinger, 77. Bureš)
- 19. 4. 1925 Nuselský SK 1:3 (18. Kristen – 36. Švarc, 38. Švarc, 43. Baštýř)
- 7. 6. 1925 Meteor VIII 4:1 (14. Nehasil, 36. Křížek, 52. Heřman, 82. Heřman – 72. Král)

### AFK Vršovice
Soupiska:
Vladimír Bělík (6/540/0/0),
Václav Kratochvíl (1/90/0/0),
Jan Šincl (2/180/0/0) –
Karel Bejbl (8/720/6),
Otokar Bureš (6/540/1),
Václav Hallinger (9/810/8),
Oldřich Havlín (3/270/0),
Jaroslav Havrda (8/720/1),
František Hochmann II (7/630/0),
Antonín Kašpar (7/630/0),
Jan Knížek (9/810/2),
František Krejčí (8/720/0),
Jaroslav Kučera I (1/90/0),
Vladimír Mašata (7/594/0),
Václav Pinc (1/90/0),
Jaroslav Průšek (1/90/0),
Emil Tichay (2/180/0),
Antonín Tomeš (3/270/0),
Jan Vlček I (1/90/0),
Jan Wimmer (9/801/0),
+ 1 vlastní Josef Tengler (Meteor) –
trenér Otto Bohata
- 22. 3. 1925 Nuselský SK 3:2 (5. Hallinger, 69. Havrda, 85. Bejbl – 14. Kocourek, 19. Kocourek)
- 10. 5. 1925 Meteor VIII 3:2 (16. Tengler vl., 46. Hallinger, 68. Hallinger – 53. Janovský, 90. Schiessl)

### Nuselský SK
Soupiska:
Jindřich Hocke (9/810/0/1) –
Bohuslav Anděra (1/90/0),
Václav Baštýř (5/450/1),
Jan Březina (2/180/1),
Josef Hárovník (1/90/0),
Jan Jansa (9/810/8),
Jaromír Kocourek (9/810/5),
Antonín Kudrna (8/720/0),
Antonín Lebl (7/630/0),
Bohumil Ruml (4/360/0),
Karel Růžička (1/90/0),
Rudolf Slíva (9/810/0),
Jaroslav Srba (4/335/1),
Josef Susa (7/630/0),
Karel Šamonil (5/450/0),
František Škvor (9/809/0),
Jan Švarc (6/538/2),
Václav Wolf (3/270/0) –
trenér Karel Vlk
- 8. 3. 1925 ČAFC Vinohrady 8:0 (8. Jansa, 15. Jansa, 40. Jansa, 57. Jansa, 64. Kocourek, 73. Jansa, 76. Jansa, 83. Jansa)

- 29. 3. 1925 Meteor VIII 1:1 (80. Jansa – 4. Schiessl)

- 19. 4. 1925 SK Libeň 3:1 ( 36. Švarc, 38. Švarc, 43. Baštýř - 18. Kristen)

### SK Meteor VIII
Soupiska:
Jaroslav Bílý (2/180/0/0),
Antonín Tranta (7/630/0/0) –
Jiří Bartůněk (9/810/1),
Antonín Cimburek (1/90/0),
Václav Čepelák I (5/450/0),
Eduard Číp (5/450/0),
Josef Ejem (1/90/0),
Jaroslav Hasman (4/357/0),
Josef Janovský (2/180/1),
Oldřich Král (4/360/3),
Emil Morávek (2/177/0),
Antonín Němeček (5/450/0),
Václav Pavlín (5/450/0),
František Rozvoda (7/630/0),
František Ryšavý (7/630/1),
Maxmilián Schiessl-Máca (7/630/4),
Ferdinand Škoda (7/630/1),
Josef Tengler (9/810/1),
Jan Tošner (8/720/1),
Karel Zeman (2/180/1) –
trenér Jaroslav Široký
Vysvětlivky: (odehrané zápasy/odehrané minuty/vstřelené branky/zápasy s čistým kontem)

## Nejlepší střelci
| Poř. | Hráč             | Klub            | Branky |
| ---- | ---------------- | --------------- | ------ |
| 1.   | Jan Vaník        | SK Slavia Praha | 13     |
| 2.   | Rudolf Sloup     | SK Slavia Praha | 10     |
| 3.   | Josef Silný      | SK Slavia Praha | 8      |
| 4.   | Jaroslav Poláček | AC Sparta Praha | 8      |
| 5.   | Jan Jansa        | Nuselský SK     | 8      |
| 6.   | Václav Hallinger | AFK Vršovice    | 8      |
| 7.   | Adolf Patek      | DFC Prag        | 7      |
| 8.   | Jaroslav Heřman  | SK Libeň        | 7      |
| 9.   | Karel Bejbl      | AFK Vršovice    | 6      |

## Po sezoně
Následně soutěž měla probíhat při jednotlivých krajských svazech. Důsledkem toho byl odchod týmu DFC Prag ze soutěže a postup tří celků do nejvyšší soutěže (SK Kladno, Slavoj Žižkov a SK Čechie Praha VIII).